# Thorns (musikalbum)
Thorns är det svenska rockbandet Takidas fjärde demo. Det släpptes 2004.

## Låtlista
1. Broken
2. Tear It Up
3. Another Day
4. Stay in the Rain
5. Apprecihated
6. Give Into Me (Ridin High Version)